# 超人：世界末日
《超人：世界末日》（英語：Superman: Doomsday）是一部2007年美國的音像版超級英雄動畫電影，改編自DC漫畫暢銷故事超人之死的情節，關注所謂死亡的超級英雄超人。由曾經飾演過電影《獨立日》的亞當·鮑德溫飾演主角超人。動畫電影被美國電影協會定為PG-13級影片，並且是第一次由華納兄弟動畫創作的DC宇宙動畫原創電影，緊接著是《正義聯盟：超級最前線》。

## 概要
這部電影是07年9月18日發布的。在DVD版本之前，第一次放映這部電影是在07年7月26日的聖地亞哥動漫大會上，它使其在美國卡通電視網於2008年7月12日週六在美國東部時間晚上9點播映。儘管類似於動畫風格，這部電影使用新的動畫模型，且故事架構僅僅是鬆散的基於DC動畫宇宙，持續了從1992年至2006年所有原版漫畫的原創故事、一些老系列典故，以及在孤獨堡壘之前的弗萊舍超人系列。

## 劇情
故事旁白從雷克斯·路瑟開始，描述超人所作的英雄事蹟及形象。雷克斯描述超人作為一個地球上的神，但堅持說「該來的時候，甚至是神也必須要死」。
露易絲·蓮恩和超人正在浪漫的約會，但露意絲對他們的關係安排並不滿意。超人堅持認為，兩人的關係只能隱密地在孤獨堡壘中度過。他還沒有向他透露自己真實身分是克拉克·肯特，儘管露意絲已經開始懷疑。
另一方面雷克斯公司挖掘到一艘太空船，當工人正在執行挖掘的工作時不小心將基因改造的兇殘怪物毀滅日放出。毀滅日將工人們全數殺害後一步步走到了都市，一路上將鹿、狗、狗的主人全都殺死。橫衝直撞的毀滅日到達大都市後隨即被超人發現，兩人並展開大戰。最後超人全力抓著牠從高空直落撞擊地面，露易絲與同事吉米·奧爾森告訴受重傷的超人已成功打倒敵人，但超人也因受傷過重而斷了氣。
世界集體哀悼他們倒下的英雄，並在公園建立了超人的紀念碑。後來雷克斯將他的女助理一槍殺死以確保再也沒人知道雷克斯公司和末日殺手的出現有關。後來吉米對超人的死相當難過，意外地到了其他大間的報社上班。超人死後，犯罪率增加，玩具人操控著巨大機械蜘蛛並挾持了一輛戴滿小孩的校車在屋頂上，露易絲決定將人質救出，便獨自前往，但在遇到危機時，超人意外地及時出現制伏了玩具人。露易絲開心地和復活的超人一吻，後來超人的養母瑪莎感到質疑為什麼他沒有打電話回家，露易絲也認為超人有點奇怪。
後來透露其實復活的超人是雷克斯製造的複製人，雷克斯在超人與毀滅日一戰時採集了前者的血液，因此複製超人只聽命於雷克斯。後來雷克斯將複製超人引到了一間有紅色太陽光的房間，並戴上氪石的手套不斷打擊他藉以發洩。打完後雷克斯便前去看他私自挖出的超人本尊屍體。但實際上超人還活著，並偷偷地被超人的機器人助手移到孤獨堡壘中恢復。
複製超人在看到逃獄後的玩具人殺死了一名4歲的女孩的報導時，性格突然變得灰暗，即刻前去把玩具人殺掉，此作法使得周遭的人感到奇怪，警察也開始追捕他，露易絲認為他不是真的超人。後來露意絲和吉米發現了雷克斯想要複製超人大軍的計畫，在雷克斯正打算將兩人解決時，突然複製超人出面幫助了兩人且還將所有的複製超人試管全數破壞，因為複製超人自行將自己體內含鉛的氪石拿出使得雷克斯無法控制他。
另一方面真正的超人在機器人助手的幫助下漸漸恢復力量，但後來聽到有關軍隊和複製超人開戰的消息便即時前往，但因力量只恢復了六成，機器人給他穿上了黑色的太陽超人裝並將氪石槍交給超人。後來超人便和複製超人展開對戰，超人的氪石槍被打飛至遠處，超人持續處於下風，露易絲將氪石槍撿起並打算射複製超人時被對方破壞了槍，但氪石罐掉了出來。複製超人在石油地打倒超人時將一旁的紀念碑舉起打算了結對方，超人用熱力射線將黏於複製超人胸口的氪石罐打破冒出了大量的氪氣體，複製超人因此敗北。臨死前，他告訴超人要保護人民。露易絲確定了他是真正的超人並親吻了他，同時也贏得大家的信賴。
超人在露易絲的公寓，發現她的文章「復活」拼錯，並戴上眼鏡証明自己就是克拉克，露易絲便高興地擁抱他。在雷克斯公司，雷克斯先前被複製超人打成重傷，但仍活著敘述歷史已經證明，神可以死，但他們還可以回到從死裡復活。他對自己微笑、沉思，可能又再想要如何摧毀超人。

## 主演
- 亞當·鮑德溫/超人 克拉克·肯特
- 安·海契/露易絲·蓮恩
- 詹姆斯·馬斯特斯/雷克斯·路瑟
- 約翰·迪·馬吉歐/玩具人（英语：Toyman）
- Tom Kenny（英语：Tom Kenny）/機器人
- 斯伍茜·库尔茨/馬莎·肯特（英语：Jonathan and Martha Kent）
- Cree Summer（英语：Cree Summer）/Mercy Graves（英语：Mercy Graves）（雷克斯的女助理）
- Ray Wise（英语：Ray Wise）/佩里·怀特（克拉克的報社老闆）
- Adam Wylie（英语：Adam Wylie）/吉米·奥尔森

## 外部連結
- 官方网站
- Superman: Doomsday的MySpace主頁
- Superman vs. Doomsday full fight sequence on YouTube
- Superman: Doomsday @ The World's Finest （页面存档备份，存于）
- 互联网电影数据库（IMDb）上《Superman: Doomsday》的资料（英文）